# هرمون جار درقي
الهرمون الجار درقي أو هرمون جنيبة الدرقية أو هرمون الدُرِيْقات أو باراثورمون (بالإنجليزية: parathormone)‏ أو الهرمون الدُرَيْقي هرمون تفرزه الغدد الدريقية، وهو عبارة عن عديد ببتيد يتألف من 84 حمضاً أمينياً. وظيفته زيادة تركيز الكالسيوم في الدم، معاكساً بذلك وظيفة الكالسيتونين. ويؤثر الهرمون الدريقي على مستقبلاته في ثلاثة مواضع، هي العظام والكلية والأمعاء.
يؤثر الهرمون الدريقي في تجدد العظام، وهي عملية مستمرة يجري فيها ارتشاف النسيج العظمي وإعادة تشكيله بالتناوب على مر الزمن. يفرَز الهرمون الدريقي استجابةً لانخفاض مستويات الكالسيوم في المصل (شوارد الكالسيوم). يحفز الهرمون الدريقي بشكل غير مباشر نشاط الخلايا الكاسرة للعظم في المطرق العظمي (الأوستيون/ الوحدة العظمية)، بهدف تحرير شوارد الكالسيوم إلى الدم وتصحيح انخفاض الكالسيوم المصلي. تشكل العظام (مجازًا) «مخازنًا للكالسيوم» يمكن للجسم أن يأخذ منها حسب الحاجة بغية الحفاظ على تركيز الكالسيوم في الدم في مستويات طبيعية ومواجهة التقلبات الناتجة عن عمليات الاستقلاب والإجهاد وتأرجح الوارد الغذائي. الهرمون الدريقي هو «مفتاح باب المخزن» اللازم لاستدعاء الكالسيوم.
يفرز الهرمون الدريقي بشكل أساسي من الخلايا الرئيسية للغدد جارات الدرق. وهو عديد ببتيد يتشكل من 84 حمضًا أمينيًا، ويعد طليعة هرمون. كتلته الجزيئيّة نحو 9500 دالتون ويعاكس في عمله هرمون الكالسيتونين.
يوجد نوعان من مستقبلات الهرمون الدريقي. مستقبلات الهرمون الدريقي النمط 1، تفعّلها الحموض الأمينية الأربع وثلاثون ذات النهاية «إن» في الهرمون الدريقي، توجد هذه المستقبلات بمستويات عالية على سطح الخلايا العظمية والخلايا في الكليتين. مستقبلات الهرمون الدريقي النمط 2 مستقبلات موجودة بمستويات عالية على سطح خلايا الجهاز العصبي المركزي والبنكرياس والخصيتين والمشيمة. نصف عمر الهرمون الدريقي نحو 4 دقائق.
تؤدي الاضطرابات التي ينقص فيها إفراز الهرمون الدريقي كثيرًا أو يزيد كثيرًا، مثل قصور جارات الدرق، أو فرط جارات الدرق، أو متلازمات الأباعد الورمية، إلى الأمراض العظمية، نقص كالسيوم الدم، فرط كالسيوم الدم.

## الوظيفة

### تنظيم الكالسيوم في الدم
ينظم الهرمون الدريقي مستويات الكالسيوم المصلي من خلال تأثيراته في الأمعاء والكلى والعظام.
في العظم، يعزز الهرمون الدريقي من طرح الكالسيوم من مخازنه الكبيرة في العظام. ارتشاف العظم هو التدمير الطبيعي للعظم من قبل الخلايا الكاسرة، التي تُحفَز بشكل غير مباشر من قبل الهرمون الدريقي. لا تمتلك الخلايا الكاسرة للعظم مستقبلات للهرمون الدريقي ولذلك يكون التحفيز غير مباشر؛ إذ يرتبط الهرمون الدريقي بالخلايا البانية للعظم، وهي الخلايا المسؤولة عن تشكيل العظم. يحفز هذا الارتباط الخلايا البانية على زيادة التعبير عن البروتين (آر إيه إن كيه إل) وتثبيط إفراز أوستيوبروتيجيرين (أو بي جي). يرتبط أو بي جي الحر بشكل تنافسي مع آر إيه إن كيه إل ليكون مستقبلًا غير فعال، يمنع هذا الارتباط ارتباطًا آخر بين آر إيه إن كيه إل ومستقبله آر إيه إن كيه. ارتباط آر إيه إن كيه إل مع مستقبله آر إيه إن كيه (الذي يسمح به انخفاض كمية أو بي جي المتوفر للارتباط بالفائض من البروتين آر إيه إن كيه إل) يحفز طلائع كاسرات العظم على الالتحام مشكلة كاسرات عظم جديدة تعزز في النتيجة ارتشاف النسيج العظمي. توجد آلية أخرى تنظم هذه السبل بشكل مشابه للهرمون الدريقي وتعتمد على الإستروجين. يثبط الإستروجين إفراز العامل المنخر الورمي من الخلايا التائية عبر تنظيم تمايز الخلية التائية ونشاطها في نقي العظم والتيموس (الغدة الزعترية) والغدد اللمفية المحيطية. في نقي العظم، يخفض الإستروجين تكاثر الخلايا الجذعية المكونة للدم من خلال آلية تعتمد على الإنترلوكين 7.